# Assenka Chadschiewa
Assenka Chadschiewa (bulgarisch Асенка Хаджиева, engl. Transkription Asenka Hadzhieva; * 12. Oktober 1988 in Smoljan) ist eine bulgarische Biathletin.
Assenka Chadschiewa ist eine Studentin, die in Smoljan lebt und in Tschepelare trainiert. Sie startet für den Sportverein von Chepelare und wird von Diana Chadschiewa trainiert. Ihren Sport betreibt sie seit 1998 und gehört seit 2003 dem Nationalkader Bulgariens an. Seit 2004 startet sie im Junioren-Europacup, 2005 lief sie in Kontiolahti ihre erste Junioren-Weltmeisterschaft und 63. im Einzel und 61. im Sprint. Erst bei der Junioren-WM 2007 in Martell wurde Chadschiewa erneut bei einem Großereignis eingesetzt. Bestes Resultat in Italien wurde ein 27. Platz im Sprint. Auch die Heim-Junioren-Europameisterschaft in Bansko brachte keine besseren Resultate, ebenso wenig die Junioren-WM 2008 in Ruhpolding, wo Rang elf mit der bulgarischen Staffel bestes Resultat wurde. Bei der Junioren-EM in Nové Město na Moravě wurde dieser Platz um einen Rang verbessert.
Ihr Debüt bei den Erwachsenen konnte Chadschiewa 2007 im Rahmen des Biathlon-Europacups geben. Bei den allerdings sehr schlecht besetzten Wettkämpfen im bulgarischen Bansko wurde die Bulgarin Achte im Sprint und Sechste der Verfolgung. Das erste Großereignis wurden die Biathlon-Weltmeisterschaften 2008 in Östersund. Dort kam sie im Sprint auf den 91. Platz. Ihr Einzelrennen beendete sie nicht, das geplante Rennen in der bulgarischen Staffel kam nicht zustande.

## Biathlon-Weltcup-Platzierungen
Die Tabelle zeigt alle Platzierungen (je nach Austragungsjahr einschließlich Olympische Spiele und Weltmeisterschaften).
- 1.–3. Platz: Anzahl der Podiumsplatzierungen
- Top 10: Anzahl der Platzierungen unter den ersten zehn (einschließlich Podium)
- Punkteränge: Anzahl der Platzierungen innerhalb der Punkteränge (einschließlich Podium und Top 10)
- Starts: Anzahl gelaufener Rennen in der jeweiligen Disziplin

| Platzierung                      | Einzel | Sprint | Verfolgung | Massenstart | Staffel | Gesamt |
| -------------------------------- | ------ | ------ | ---------- | ----------- | ------- | ------ |
| 1. Platz                         |        |        |            |             |         |        |
| 2. Platz                         |        |        |            |             |         |        |
| 3. Platz                         |        |        |            |             |         |        |
| Top 10                           |        |        |            |             |         |        |
| Punkteränge                      |        |        |            |             |         |        |
| Starts                           | 1      | 1      |            |             |         | 2      |
| Stand: nach der Saison 2011/2012 |        |        |            |             |         |        |